# Махела (Масеру)
Махела (англ. Makheka) — одна з місцевих громад, що розташована в районі Масеру, Лесото. Населення місцевої громади у 2006 році становило 5 473 особи.